# Data Transformation Services
Data Transformation Services (DTS) is een verzameling objecten en hulpprogramma's waarmee het extraheren, transformeren en laden van of naar een Microsoft SQL Server database kan worden geautomatiseerd.
Met DTS kunnen gegevens worden getransformeerd en geladen vanuit heterogene of gelijkwaardige bronnen met behulp van OLE DB, ODBC- of tekstbestanden in elke ondersteunde database. DTS kan ook automatisering van gegevensimport of -transformatie volgens een tijdsplanning mogelijk maken, en kan aanvullende functies uitvoeren, zoals bestanden via FTP verzenden en het uitvoeren van externe programma's. Bovendien biedt DTS een alternatieve methode voor versiebeheer en back-up voor pakketten bij gebruik in combinatie met een versiebeheersysteem, zoals Microsoft Visual SourceSafe.
DTS is vervangen door SQL Server Integration Services (SSIS) vanaf SQL Server 2005, hoewel er enige achterwaartse compatibiliteit was en de mogelijkheid om DTS-pakketten enige tijd in de nieuwe SSIS uit te voeren.